# Сакпетен
Сакпетен (ісп. Zacpeten) — руїни міста цивілізації мая в департаменті Петен (Гватемала).

## Історія
Вперше поселення було засновано в середині докласичного періоду, близько 1000 року до н. е. Розвиток тривав до 300 року до н. е. Стосовно цього періоду замало відомостей. Тоді велося активне будівництво, особливо у Групі А. Цього періоду відбувся розвиток від поселення до протоміста, розквіт припав на 100—250 роки до н. е. Спочатку знаходилося в сфері впливу міста Накбе, потім Ель-Мірадора. Під час колапсу докласичного періоду більшість населення залишило Сакпетен. Тоді припинилося будівництво, проте розкопки свідчать, що мая не зовсім залишили поселення. Вважається, що площа заселення значно зменшилося, охоплювало головну піраміду.
Другий період розвитку припадає на пізньокласичний період. Близько 600 року н. е. навколо Сакпетену утворилося невеличке царство, яке перебувало під контролем Мутульського царства. Протягом усього періоду Сакпетен зберігав вірність Мутульському царству, тут правили молодші представники мутульської династії. Із занепадом у 820-х роках Мутуля, відбулосяся піднесення царства в Сакпетені, яке також стало іменуватися Мутульским царством, а місцевий правитель Бахлах-Чан-К'авііль прийняв титул «священного володаря», що свідчить про отримання незалежності царства. Згодом він також взяв собі титул калоомте. Подальше піднесення відбулося за часів володаря К'ініч-…-Тахна у 840-860-х років. У результаті Сакпетен перетворився на важливий центр під час періоду колапсу класичного періоду. Втім зрештою в середині X століття місто і держава зазнали занепаду.
Поновлення Сакпетена як міста та важливого центру Петену відбулося у XIII ст., після захоплення цих земель племенами мая-ковох. У середині XV ст. сюди була перенесена їхня столиця. Столицею Сакпетен був до 1697 року, коли його було захоплено іспанськими конкістадорами.

## Опис
Розташовано біля озера Сальпетена, на відстані 25 км на південь від руїн Тікаля. Навколо існувала велика оборонна стіна з 2 брустверами та ровом.
Складається з 5 груп будов, які позначено латинськими буквами від А до F, більшість з яких знаходяться на півострові (окрім групи F). Будови зведені у «стилі ковох». Храми є подвійними, розташовані зі сходу на захід. У неї є піднята святиня, східний храм знаходиться під прямим кутом до західного храму. Палаци - це закриті дворики.
Група А є ритуально-адміністративним центром. На його території виявлено 2 відкриті зали (площі), які в докласичний період були палацами або храмами. Їх поділяє невеличка сакбе.
Група В утворена в часи колапсу класичного періоду. Тоді ця група була церемоніальним центром Сакпетена.
Група С також є церемоніальним центром післякласичного періоду.
Групи D і E є житловими групами.
Група F є житловою групою на півночі оборонної системи.
На території розкопано лише декілька стел і вівтарів. Цікавим є вівтар 1 (849 рік), який встановлено на честь закінчення 20-річчя. містяться важливі історичні відомості династичного характеру.